# Ворота Ада (национальный парк)
«Ворота Ада» (англ. Hell's Gate National Park) — национальный парк Кении. Расположен к югу от озера Найваша и к северо-западу от Найроби. Парк был образован в 1984 году и известен разнообразием дикой природы и пейзажами, среди которых наиболее известны: колонны «Башня Фишера» и «Центральная башня», а также ущелье «Ворота Ада». В парке расположено три базовых кемпинга и Культурный центр масаи, проводящий просветительскую деятельность о культуре и традициях племени масаи. На территории национального парка также имеется три геотермальных электростанции в Олкарии.

## История
Своё название национальный парк получил из-за узкого прохода в скалах, являвшегося когда-то притоком доисторического озера в рифтовой долине. Это название месту еще в 1883 году дали исследователи Фишер и Томсон.
В начале 1900-х годов проснулся вулкан Лонгонот, и по всему парку всё ещё обнаруживается пепел. В 1981 году была создана геотермальная станция Олкария, первая такого рода в Африке, генерирующая геотермальную энергию из горячих источников и гейзеров. Официально парк был учреждён в 1984 году.

## География
Национальный парк «Ворота Ада» занимает площадь 68,25 квадратных километров и является относительно небольшим по африканским меркам. Парк находится в округе Накуру, провинции Рифт-Валли недалеко от озера Найваша, примерно в 90 километрах от Найроби на высоте около 1900 м над уровнем моря. На территории парка преобладает теплый и сухой климат. В парке расположены два потухших вулкана — Олкария и Хобли. Также там можно обнаружить обсидиановые формы из остывшей расплавленной лавы. В парке есть ущелье «Ворота Ада», состоящее из красных скал, в котором расположено два вулканических экструзивных бисмалита: Башня Фишера и Центральная Башня. Начиная от Центральной Башни начинается меньшее ущелье, которое простирается на юг и спускается к горячим источникам.

## Флора и фауна
В парке имеется большое разнообразие видов крупных животных, хотя многие из них присутствуют в небольших количествах. К малочисленным видам относятся львы, леопарды и гепарды. В парке широко распространены даманы, африканский буйвол, зебры, антилопы канна, конгони, газель Томсона и бабуины. Парк также является местом обитания сервала и небольшого количества антилопы-прыгуна и горного редунки. В парке водится более 100 видов птиц, в том числе грифы, кафрский орёл, скальный канюк и стрижи. Исторически парк был местом обитания редкого бородача.
|       |       |                          |                 |
| Зебра | Жираф | Африканский бородавочник | Масковая иволга |

## Туризм
Парк популярен из-за своей близости к Найроби и меньших сборов по сравнению с другими национальными парками. «Ворота Ада» — один из двух кенийских национальных парков, где разрешены пешие прогулки, а также езда на велосипеде и мотоцикле. Кенийская газета «Daily Nation» описывает альпинизм в парке, как «очень захватывающий». Она также рекомендует центр Джой Адамсон и катание на лодках по озеру Найваша. Культурный центр Масаи ведёт просветительскую деятельность о культуре и традициях племени масаи.
Место действия анимационного фильма «Король Лев» (1994) во многом смоделировано по образцу парка, который посетили несколько членов главной съемочной группы в рамках работы над фильмом.
Входная стоимость в парк (2013 год):
| Категория                                      | Стоимость |
| ---------------------------------------------- | --------- |
| Граждане государств Восточной Африки           | 300 KSh   |
| Студенты и дети государств Восточной Африки    | 200 KSh   |
| Граждане других государств                     | $25       |
| Студенты и дети других государств              | $15       |
| Транспортное средство менее 6 мест (за 1 день) | 300 KSh   |